# Figeac
Figeac é uma comuna francesa situada no departamento do Lot, na região de Occitânia. Em occitano, a cidade é chamada Fitsat, escrito Fijac.
Os habitantes de Figeac são denominados, em francês, Figeacois e Figeacoises.